# Jakob Trip
Jakob Trip (Nieuw-Buinen, 30 juni 1918 – Assen, 15 april 1978) was een Nederlands politicus. Trip, lid van de Christelijk-Historische Unie (CHU), was van 1968 tot zijn dood in 1978 gedeputeerde in de provincie Drenthe.
Trip was een boerenzoon. Op 18-jarige leeftijd kreeg hij de leiding in het bedrijf van zijn vader. Hij was net als zijn vader actief in de CHU. In 1948 werd Trip raadslid in de gemeente Borger en in 1962 kwam hij in de Provinciale Staten van Drenthe. In 1968 werd Trip gedeputeerde, als opvolger van de overleden Hendrik Dekker. Hij was verantwoordelijk voor waterstaat, wegen, kanalen en ruilverkavelingen.
Bij de gijzeling provinciehuis Assen op 13 en 14 maart 1978 dreigden de Molukse gijzelnemers Trip te executeren. Op dat moment vielen mariniers van de Bijzondere Bijstandseenheid het gebouw binnen en bevrijdden de gijzelaars. Trip werd bij die actie door een van de gijzelnemers in de buik geschoten. Hij overleed een maand later in het Wilhelminaziekenhuis in Assen aan zijn verwondingen.